# The Flying Dinosaur
The Flying Dinosaur is een stalen vliegende achtbaan in het Japanse attractiepark Universal Studios Japan. De achtbaan opende 18 maart 2016 en staat in het teken van de franchise rondom Jurassic Park.
De achtbaan behaalt tijdens de rit een topsnelheid van 100 km/u en een hoogte van 46 meter bereikt. De hoogste afdaling bedraagt 36 meter. De baan heeft een lengte van 1124 meter en telt vijf inversies. Een rit in The Flying Dinosaur duurt drie minuten. Vanaf de opening in 2016 tot en met de opening van de achtbaan F.L.Y. in het Duitse Phantasialand. Was The Flying Dinosaur the langste vliegende achtbaan ter wereld.
De bouw van de achtbaan heeft ¥ 10.000.000.000 gekost.

## Afbeeldingen

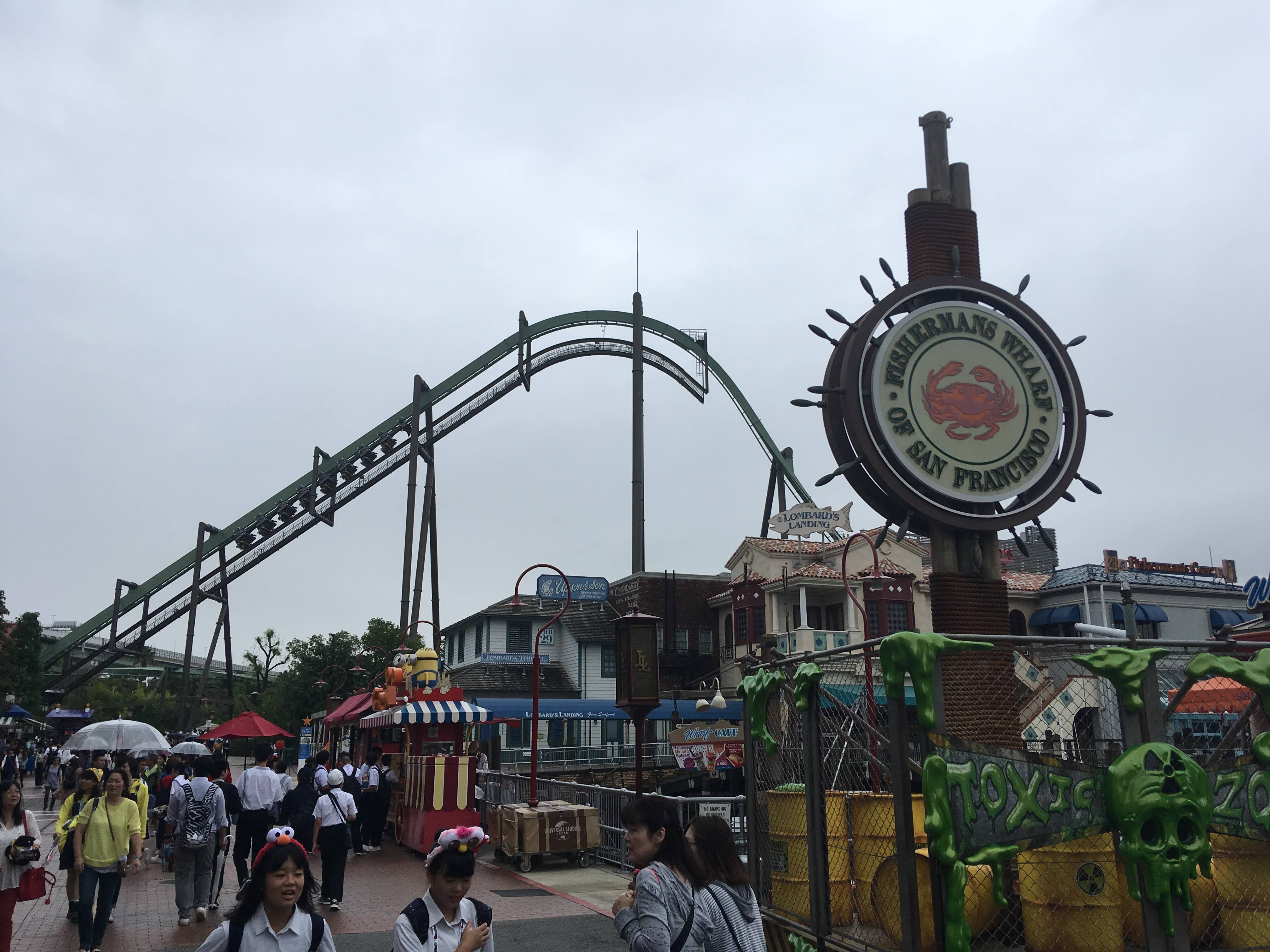
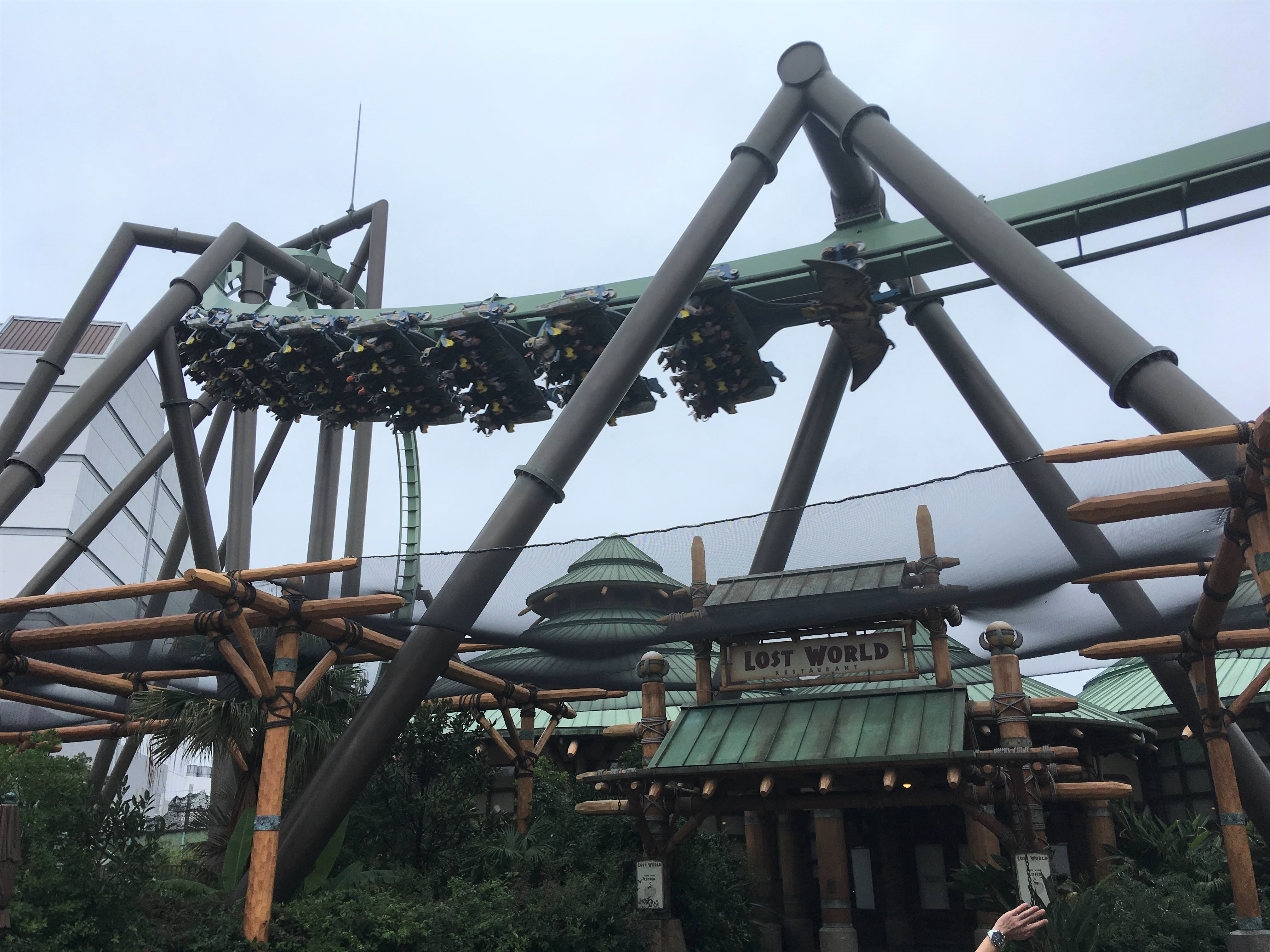
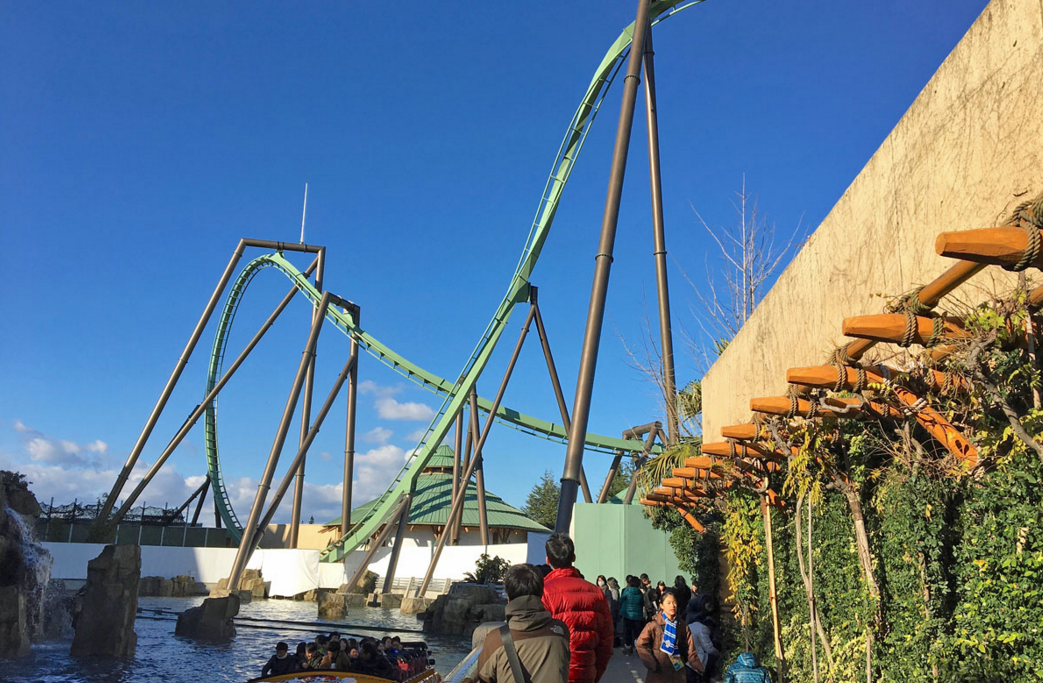